# مراسم محرمانه
مراسم محرمانه (انگلیسی: Secret Ceremony) فیلمی به کارگردانی جوزف لوزی است که در سال ۱۹۶۸ منتشر شد.

## بازیگران
- الیزابت تیلور
- میا فارو
- رابرت میچام
- پگی اشکرافت
- پاملا براون
- رابرت داگلاس